# Alexander Sergejewitsch Pawljutschenkow
Alexander Sergejewitsch Pawljutschenkow (russisch Александр Сергеевич Павлюченков; englisch Alexander Sergeyevitch Pavlioutchenkov; * 3. Dezember 1985 in Samara, Russische SFR, Sowjetunion) ist ein russischer Tennisspieler.

## Karriere
Pawljutschenkow wurde von seiner sportlichen Familie (der Vater war Olympiateilnehmer im Kanusport, die Mutter Schwimmerin) an den Tennissport herangeführt. Seine Schwester ist die Top-Spielerin Anastassija Pawljutschenkowa (* 1991). Auch seine Großmutter spielte professionell Basketball.
Alexander Pawljutschenkow spielte bisher ausschließlich auf der dritt- und zweitklassigen Future und Challenger Tour. Auf der Future Tour gewann er bislang 20 Doppeltitel. Seinen ersten Auftritt auf der Profitour hatte er bereits als 14-Jähriger bei einem Future-Turnier in Russland. In der Saison 2001 spielte er sein erstes Turnier auf der Challenger Tour. Im Einzel schied er zumeist nach der ersten oder zweiten Runde aus und schaffte nur einmal den Einzug in ein Finale auf der Future Tour. Im Doppel war Pawljutschenkow deutlich erfolgreicher und gewann bereits 2002 seinen ersten Titel auf der Future Tour. In den beiden Folgejahren konnte er diesen Erfolg jeweils wiederholen. Zwischen 2006 und 2011 bestritt er kein Spiel auf der Profitour und er fiel aus der Weltrangliste.
In den Jahren 2011 und 2012 feierte er jeweils zwei Doppeltitel auf der Future Tour, wodurch er zwischenzeitlich wieder in die Top 500 vorstieß. Da er im Folgejahr nicht mehr über die erste Runde hinauskam und 2015 erneut kein Spiel auf der Profitour spielte, wurde er erneut nicht in der Weltrangliste geführt. 2016 feierte er sein zweites Comeback und konnte direkt drei Future-Titel gewinnen. Durch fünf weitere Erfolge 2017 verbesserte er sich in der Weltrangliste beständig und stand am Ende des Jahres auf dem 325. Rang.
2018 gelang ihm schließlich auch der Durchbruch auf der Challenger Tour. Nachdem sein bestes Ergebnis bis dahin ein Halbfinaleinzug aus dem Jahr 2002 war, zog er zunächst im Mai in Qarshi und Samarqand ins Viertelfinale ein, und feierte einen Monat später in Fargʻona seinen ersten Titelgewinn. An der Seite von Iwan Gachow schlug er im Finale das indische Duo Saketh Myneni und N. Vijay Sundar Prashanth. Durch diesen Erfolg gelang ihm mit dem 213. Rang seine beste Platzierung in der Weltrangliste.

## Erfolge
| Legende (Anzahl der Siege)  |
| Grand Slam                  |
| ATP World Tour Finals       |
| ATP World Tour Masters 1000 |
| ATP World Tour 500          |
| ATP World Tour 250          |
| ATP Challenger Tour (1)     |

### Doppel

#### Turniersiege
| Nr. | Datum         | Turnier  | Belag     | Partner     | Finalgegner                             | Ergebnis |
| --- | ------------- | -------- | --------- | ----------- | --------------------------------------- | -------- |
| 1.  | 23. Juni 2018 | Fargʻona | Hartplatz | Iwan Gachow | Saketh Myneni N. Vijay Sundar Prashanth | 6:4, 6:4 |